# Misisagaikaniwininiwak
Misisagaikaniwininiwak (Mille Lac Chippewa, Mille Lacs Chippewa, Misi-zaaga’igani Anishinaabeg; Ponegdje i Misisagaikaoiwininiwak), banda Chippewa Indijanaca s jezera Mille Lacs u Minnesoti. Njihovo glavno selo Sagawamick nalazilo se na južnoj obali jezera i imalo je oko 300 stanovnika i oko 30 wigwama u svibnju 1900. U blizini sela nalazi se oko 60 humaka koji su mdewakantonskog porijekla (Hodge), plemena koje je sredinom 18. stoljeća protjerano od Chippewa, a koje danas oni koriste za obavljanje svojih potreba. Današnji rezervat prostire se na 61,000 akera i ima preko 1,000 stanovnika.

## Zajednice
Aazhoomog (Lake Lena, MN), Asiniganiing (Sandstone, MN), Chi-minising (Isle, MN), Gaa-Mitaawangaagamaag (Sandy Lake, MN), Gaa-zhiigwanaabikookaag (Hinckley, MN), Minisinakwaang (East Lake, MN), Misi-zaaga’iganiing (Mille Lacs, MN), Ne-zhingwaakokaag (Pine City, MN), Neyaashiing (Vineland, MN).